# Roach (Band)
Roach (jap. ローチ, rōchi) ist eine vierköpfige J-Rock-Band aus Okinawa, Japan. Ihre Musik besteht aus Rock- und Metal-Elementen, gemischt mit traditionellem japanischen Gesang und Melodien. In ihren Texten mischen sie japanische und englische Passagen, wobei die englischen meist in den Screamo typischen Schreigesang übergehen.

## Geschichte
Roach gründeten sich 2003 als fünfköpfige Band, bestehend aus Sänger Ta-ma, den Gitarristen kubocchi und Masashi (verließ die Band 2008), sowie Bassist Katsuya und Drummer Misaki (verließ die Band ebenfalls 2008).
Anders als viele andere japanische Bands fallen Roach nicht durch ausgefallenes Visual-Kei-Styling auf. Sie halten sich modisch eher unauffällig und lassen die Musik für sich selbst sprechen.
In den ersten Jahren ihrer Karriere spielten sie viele Konzerte als Vorband für größere Acts und erschienen auf einigen japanischen Sampler-Alben.
2006 traten Roach als Vorgruppe für Mucc bei Konzerten in Okinawa und Osaka auf. Roach unterschrieben bei demselben Label, Danger Crue Records, einen Plattenvertrag, und spielten am Ende des Jahres auf dem Danger Crue Tenka V Christmas Event neben Bands wie Creature Creature, SID und La Vie En Rose. Im Frühjahr 2007 spielten Roach beim Metal/Shock Rock Day und auf der Independence-D Convention, wo unter anderem bekannte japanische Bands wie Plastic Tree und Merry auftraten.
Für japanische Bands untypisch, war Roachs erste Veröffentlichung ein komplettes Album, das den Namen Mind of the Sun trägt und im April 2007 erschien. Darauf folgte die erste japanweite Tour unter dem Namen Beginning of the Sun. Unwesentlich später, im November 2007, erschien bereits die erste Single Scarlet, deren Titelsong durch einen ungewöhnlich fröhlichen, fast poppigen Klang geprägt ist.
Das Jahr 2008 war dagegen wenig produktiv für die junge Band. Im Dezember verließ Misaki aufgrund von musikalischen Differenzen die Band, wenig später auch Masashi. Die Gründe für seinen Ausstieg sind unbekannt. 2009 trat Dai-chan als neuer Schlagzeuger der Band bei. Bald darauf begannen Roach wieder gemeinsam zu touren und an neuen Songs zu schreiben.
2010 ging die Band für einen Monat nach Austin (Texas), wo sie ihre Single For You, I Will einspielte. Am 2. Februar 2011 erschien das Mini-Album Breed of the Sun. Am 28. Mai erschien der bereits 2010 auf der Single For You, I Will, jedoch nicht auf Breed of the Sun veröffentlichte Song Mimi wo sumaseba (耳を澄ませば) auf dem Benefizalbum A Wish To End The Tragedy, dessen Erlös nach Produktionskosten anlässlich des Tōhoku-Erdbeben 2011 dem Roten Kreuz Japan gespendet wurde.

## Diskografie

### Alben
- 2007: Mind of the Sun
- 2011: Breed of the Sun

### Singles
- 2003: Kirabi (きらび) auf dem Sampler Ryukyu Mabui (琉球魂～マブイ～)
- 2006: Yarai (やらい), Ima koko ni (今此処に) (auf Mind of the Sun unter dem Titel Ware ima koko ni (我今此処に) neu eingespielt) auf dem Sampler Total Steel Okinawa 2006 Metal Militia[3]
- 2007: Scarlet
- 2010: For You, I Will
- 2011: Mimi wo sumaseba (耳を澄ませば) auf dem Sampler A Wish To End The Tragedy
- 2011: Koto no ha -koto no ha- (言の葉-koto no ha-) auf dem Sampler This is Okinawa Style ~オキナワ・インディーズ・コンピレーション[4]